# Mount Bensley
Mount Bensley är ett berg i Antarktis. Det ligger i Östantarktis. Australien gör anspråk på området. Toppen på Mount Bensley är 1 920 meter över havet.
Terrängen runt Mount Bensley är huvudsakligen platt, men västerut är den kuperad. Trakten är obefolkad. Det finns inga samhällen i närheten. 